# تشارلز كالفرت (سياسي)
تشارلز كالفرت (بالإنجليزية: Charles Calvert)‏ هو صاحب مزرعة ‏ وسياسي أمريكي، ولد في 1688 في إنجلترا في المملكة المتحدة، وتوفي في 2 فبراير 1734 في ماريلند في الولايات المتحدة.